# Hyakujū Sentai Gaoranger
Hyakujū Sentai Gaoranger (jap. 百獣戦隊ガオレンジャー Hyakujū Sentai Gaorenjā; Żołnierze 100 Zwierząt Gaoranger) – japoński serial z gatunku tokusatsu z roku 2001. Jest dwudziestym piątym serialem z sagi Super Sentai stworzonym przez Toei Company. Emitowany był na kanale TV Asahi od 18 lutego 2001 roku do 10 lutego 2002. Serial liczył 51 odcinków oraz 2 filmy. Jego amerykańską adaptacją jest serial Power Rangers Wild Force.
Gaoranger jest dwudziestą piątą serią Sentai oraz pierwszą wyprodukowaną w XXI wieku. Z okazji rocznicy 25-lecia, Toei stworzyła film pojedynkowy Gaoranger vs. Super Sentai. Gaorangersi spotykają się tam ze specjalną grupą wojowników-weteranów i wspólnie z nimi walczą przeciwko wrogom.

## Fabuła
1000 lat temu rasa ludzka walczyła z Orgami, demonicznymi stworzeniami, które chciały zmienić Ziemię w planetę brudu. Z pomocą Zwierząt Mocy, pradawni Gao Wojownicy zapieczętowali Orgów wraz z ich przywódcą – Hyakkimaru. W obecnych czasach Orgi przebudziły się. Piątka młodych ludzi została wybrana przez Zwierzęta Mocy i szamankę Tetomu na Gaorangersów. Młodzi zostali zmuszeni do tymczasowego porzucenia zajęć i pracy. Ich zadanie to pokonać Orgi.

## Gaorangersi
Gaorangersi wykorzystują moce Zwierząt Mocy do walki z Orgami. Żyją w miejscu zwanym Gao Skałą wraz z szamanką Tetomu. Przez praktycznie całą serię zwracają się do siebie swoimi kolorami. Swoje prawdziwe nazwiska ujawniają sobie dopiero w ostatnim odcinku.
- Kakeru Shishi (jap. 獅子 走 Shishi Kakeru) / Gao Czerwony (jap. ガオレッド Gao Reddo; Gao Red) – 24-letni weterynarz, który dołączył do grupy jako ostatni. Jest wesoły, miły i odważny. Został wybrany przez Gao Lwa na przywódcę Gaorangersów. Kakeru kocha zwierzęta, ma nadzwyczajny dar, który pozwala mu się z nimi porozumiewać, gdy zamknie oczy. Ma Golden Retrievera "Czoko". Często powtarza "Jestem pełen sił!" albo "Jestem weterynarzem". Nosi przydomek "Płonący Lew" (jap. 灼熱の獅子 Shakunetsu no Shishi).
  - Broń: G-Fon, Jūōken, Kły Lwa, Gao Mane Buster, Falcon Summoner
  - Zwierzęta Mocy: Gao Lew, Gao Goryl, Gao Kong, Gao Sokół
- Gaku Washio (jap. 鷲尾 岳 Washio Gaku) / Gao Żółty (jap. ガオイエロー Gao Ierō; Gao Yellow) – 23-latek. Były pilot wojskowy, którego Gao Orzeł wybrał na pierwszego Gaorangera. Po spotkaniu z Tetomu został uznany za "zaginionego w akcji" i dla niepoznaki przefarbował włosy na blond. Działał w pojedynkę przez rok, później dołączyli do niego Kai, Sae i Sōtarō. To on zaproponował, by członkowie drużyny zwracali się do siebie kolorami. "Żółty" początkowo był cichy i poważny. Dowodził drużyną do przyjścia Kakeru. Mocno sfrustrowało go przekazanie mu dowództwa. Od tej pory Gaku stał się bardziej otwarty. Zna język angielski i często używa angielskich słów (np. Goddamn, Oh My God, Jesus, That's Right). Umie latać na lotni. Nie przepada za drobiem, ponieważ jego partner jest ptakiem. Jego przydomek to "Szlachetny Orzeł" (jap. 孤高の荒鷲 Kokō no Arawashi).
  - Broń: G-Fon, Jūōken, Miecz Orła
  - Zwierzęta Mocy: Gao Orzeł, Gao Niedźwiedź, Gao Polarny
- Kai Samezu (jap. 鮫津 海 Samezu Kai) / Gao Niebieski (jap. ガオブルー Gao Burū; Gao Blue) – 19-letni bezrobotny freeter. Wcześniej pracował jako dostawca pizzy i woźny. Chciał grać zawodowo w kręgle. Kai wykorzystał raz swoje zdolności w tej grze przeciw Orgowi. Został wybrany przez Gao Rekina i dołączył do grupy pół roku przed akcją serialu. "Niebieski" z charakteru jest podobny do "Czerwonego" ale nie znosi gdy traktuje się go jak dziecko. Kumpluje się z Sōtarō, potrafi go zmotywować swoim mottem "Nigdy się nie poddam". Podkochuje się w "Białej". Jego przydomek to "Wściekły Rekin" (jap. 怒涛の鮫 Dotō no Same).
  - Broń: G-Fon, Jūōken, Siekacze Rekina
  - Zwierzęta Mocy: Gao Rekin, Gao Żyrafa
- Sōtarō Ushigome (jap. 牛込 草太郎 Ushigome Sōtarō) / Gao Czarny (jap. ガオブラック Gao Burakku; Gao Black) – 22-latek. Były sumita, uraz kolana pogrzebał jego szanse na bycie mistrzem i dalszą karierę. Potem znalazł pracę w kwiaciarni, gdzie spotkał miłość swojego życia – dziewczynę o imieniu Shi. Został wybrany przez Gao Bizona. Sōtarō dołączył do grupy ledwo kilka tygodni przed Kakeru. Najsilniejszy fizycznie, z natury jest nieśmiały, ma lęk wysokości i pociąg do kobiet. Nosi przydomek "Żelazny Bizon" (jap. 鋼の猛牛 Hagane no Mōgyū).
  - Broń: G-Fon, Jūōken, Topór Bizona
  - Zwierzęta Mocy: Gao Bizon, Gao Nosorożec, Gao Pancernik
- Sae Taiga (jap. 大河 冴 Taiga Sae) / Gao Biała (jap. ガオホワイト Gao Howaito; Gao White) – 16-letnia uczennica sztuk walki. Jedyna kobieta w ekipie. Została wybrana przez Gao Tygrysa i dołączyła do grupy w tym samym czasie, co "Niebieski". Mimo wieku, "Biała" jest bardzo opanowaną, uczuciową i troskliwą dziewczyną, jednak czasem zachowuje się jak dziecko. Jej ojciec ma dojo w Kagoshimie, jednak zmusił ją do wyjazdu do Tokio aby uczyła się jeszcze więcej. Marzy o chłopaku. Była zakochana w Shirogane. Jest nieco zniżana przez pozostałych (prócz "Czerwonego" i "Niebieskiego"). Jej przydomek to "Piękny Tygrys" (jap. 麗しの白虎 Urawashi no Byakko).
  - Broń: G-Fon, Jūōken, Buława Tygrysa
  - Zwierzęta Mocy: Gao Tygrys, Gao Słoń, Gao Jeleń
- Shirogane (jap. シロガネ) / Gao Srebrny (jap. ガオシルバー Gao Shirubā; Gao Silver) – naprawdę nazywa się Tsukumaro Ōgami (jap. 大神 月麿 Ōgami Tsukumaro) i ma 1062 lata. Z natury samotny wilk. 1000 lat przed akcją był jednym z 6 wojowników walczących z Orgami. Kiedy Gao Bóg został pokonany przez Hyakkimaru, zdesperowany wojownik zakłada Maskę Ciemnego Wilka, która mogła pomóc im pokonać Orgi. Babka Tetomu – Murasaki, ostrzegła Shirogane aby jej nie ubierał, ponieważ przejmie nad nim kontrolę i stanie się zły. Maska dała mu zdolność kontroli 3 Zwierząt Mocy, które tworzyły Gao Łowcę. Kiedy pokonał Hyakkimaru, maska przemieniła go w demona o imieniu Rōki (jap. 狼鬼 Wilczy Demon). Shirogane obrócił się przeciwko kompanom, którzy dla bezpieczeństwa postanowili go zamknąć w grobowcu. 1000 lat później, Ura wyzwala go z grobu by dołączył do Orgów i pokonał Gaorangersów. Mimo to okazał resztkę swojego człowieczeństwa ratując Saę i małego wilczka. Kiedy maska zostaje zniszczona Shirogane wraca do ludzkiej postaci. Podczas gdy walczy z całych sił by pomóc Gaorangersom, jego kompan – Gao Wilk ofiarowuje mu G-Fon Bransoletę. Shirogane staje się wtedy Gao Srebrnym. Odrzucił propozycję "Czerwonego" aby dołączył do zespołu i zamieszkał z nimi. Ulokował się w klubie bilardowym. Jego przydomek to "Błyszczący Wilk" (jap. 閃烈の銀狼 Senretsu no Ginrō).
  - Broń: G-Fon Bransoletka, Gao Hustler Rod
  - Zwierzęta Mocy: Gao Wilk, Gao Młot, Gao Aligator

## Pomocnicy Gaorangersów
- Tetomu (jap. テトム) – 1022-letnia szamanka, mentorka piątki Gaorangersów. Mieszka w Gao Skale.
- Drużyna Marzeń – jest to specjalna grupa, złożona z poprzednich wojowników z Sentai, których Gaorangersi spotkali przypadkowo. Pojawiają się w filmie Gaoranger vs. Sentai.
  - Yūsuke Amamiya (jap. 天宮 勇介 Amamiya Yūsuke) / Czerwony Sokół (jap. レッドファルコン Reddo Farukon; Red Falcon) – lider Livemanów i Czerwonych Wojowników. Yūsuke odwiedzał groby swoich kolegów (Mari, Takujiego, Kempa i Mazendy), kiedy to przypadkowo wpadł mu w ręce G-Fon "Żółtego". "Żółty" i Yūsuke zostali napadnięci przez Yabaibę. Po przemianie Czerwony Sokół pozbył się Yabaiby i postanowił przywrócić wolę walki "Żółtego". Trenował z nim walkę na miecze i nauczył go o innych wojownikach w Sentai, którzy byli mistrzami w walce mieczem. Później pomaga Gaorangersom pokonać Rakushaasę jako członek Drużyny Marzeń. Dowodził atakiem maszyn Czerwonych Wojowników na powiększonego Rakushaasę, jak samymi Czerwonymi Wojownikami, którzy zbierając swą energię pomogli Gao Czerwonemu pokonać Orga raz na zawsze.
  - Miku Imamura (jap. 今村 みく Imamura Miku) / Mega Różowy (jap. メガピンク Mega Pinku; Mega Pink) – wojowniczka z Megaranger. G-Fon "Białej" przypadkowo trafił do salonu gier. Przebywająca tam Miku znalazła to urządzenie i z początku nie chciała oddać "Białej". Kiedy zostały zaatakowane przez Tsetse, Miku nauczyła "Białą" sztuki błyskawicznego zmieniania ubrań. Opowiedziała jej historię wszystkich wojowniczek w Sentai. Pomogła wyzwolić "Czerwonego" z rąk Rakushaasy.
  - Gōki (jap. ゴウキ) / Ginga Niebieski (jap. ギンガブル Ginga Burū; Ginga Blue) – wojownik z Gingaman. uratował "Czarnego" od Orgetów w lesie Ginga, kiedy ten szukał zgubionego G-Fona. Widząc wyczyny Gōkiego, "Czarny" chciał zostać jego uczniem. Gōki powiedział, że nie musi go już niczego uczyć, ponieważ siła wojownika wynika z jego chęci ochrony życia. Ponadto opowiedział mu historię o innych wojownikach w Sentai, którzy używali siły fizycznej do walki z wrogiem.
  - Daimon Tatsumi (jap. 巽 大門 Tatsumi Daimon) / Go Żółty (jap. ゴーイエロー Gō Ierō; Go Yellow) – wojownik z GoGoFive. Drugi (i bardziej nerwowy) z rodzeństwa Tatsumi. Daimon po pokonaniu Psymy wrócił do pracy w policji. Przypadkiem odnalazł G-Fon "Niebieskiego" a kiedy ten rzucił się na niego by mu to oddał, Daimon obezwładnił go i chciał aresztować. "Niebieski" chciał, by Go Żółty stał się jego mistrzem. Daimon nauczył go stylu Banby i nauczył go picia mleka, głównego źródła energii do tego stylu walki. Opowiedział mu ponadto historię innych wojowników Sentai, którzy do walki stosowali taktykę i szybkość.
  - Sōkichi Banba (jap. 番場 壮吉 Banba Sōkichi) / Wielka Jedynka (jap. ビッグワン Biggu Wan; Big One) – przywódca JAKQ i Drużyny Marzeń. Przebrany za mnicha, wyjawił czwórce Gaorangersów, że nie są pierwszymi, którzy bronili świat przed złem. Kiedy zniknął, G-Fony wojowników uciekły od nich i prowadzili ich do przypadkowo napotkanych poprzedników Gaorangersów. Kiedy "Biała" i Miku zostały zaatakowane przez Tsetse i Yabaibę, Banba pojawił się i pokonał Orgi. Kiedy "Biała" wyjawiła mu co się stało z "Czerwonym", on i Miku przebrali się za Yabaibę i Tsetse i wrobili Rakushaasę.
- Czerwoni Wojownicy – także pojawili się w Gaoranger vs. Sentai. Jest to grupa 24 poprzednich czerwonych, dowodzona przez Czerwonego Sokoła.
- Hurricangersi (jap. 忍風戦隊ハリケンジャー Ninpū Sentai Harikenjā) – następcy Gaorangersów. Drużyna spotyka ich w filmie Hurricanger vs. Gaoranger.

## Broń
- G-Fon (jap. Gフォン Jīfon; G-Phone) – telefon komórkowy w złotym kolorze będący modułem przemiany i komunikatorem głównej piątki Gaorangersów. Kiedy wojownik wypowie słowa "Gao Dostęp" (jap. ガオアクセス Gao Akusesu; Gao Access) i wciśnie duży przycisk, G-Fon przemienia się w adekwatne do Gaorangersa zwierzę, a następnie w małego robota, co kończy przemianę osoby w Gaorangersa.
- Miecz Króla Zwierząt (jap. 獣皇剣 Jūōken) – krótki miecz, służy do walki oraz wzywania Zwierząt Mocy poprzez umieszczenie w nim Gao Kryształu. Każdy z głównej piątki Gaorangersów posiada jeden taki miecz.
- Miecz Stu Zwierząt (jap. 破邪•百獣剣 Haja Hyakujūken) – ostateczna broń drużyny będąca połączeniem ich osobistych broni. Służy do niszczenia Orgów o ludzkich rozmiarach.
  - Kły Lwa (jap. ライオンファング Raion Fangu; Lion Fang) – osobista broń Gao Czerwonego przypominająca lwią paszczę, która może podzielić się na dwie bronie przypominające szpony. W 3 odcinku broń ta zyskała ulepszenie i może przemienić się w małe działko zwane Gao Mane Buster (jap. ゲオメインバスター Gao Mein Basutā), które posiada dwa tryby – karabinu maszynowego i pojedynczej wyrzutni mocy. Stanowi rękawicę Miecza Stu Zwierząt.
  - Miecz Orła (jap. イーグルソード Īguru Sōdo; Eagle Sword) – osobista broń Gao Żółtego będąca mieczem. W swej rękojeści posiada małe ostrza do rzucania. Stanowi szpic i ostrze Miecza Stu Zwierząt.
  - Siekacze Rekina (jap. シャークカッタ Shāku Kattā; Shark Cutters) – osobista broń Gao Niebieskiego będąca parą zaostrzonych tonf w kształcie płetw rekina. Stanowią one jelec Miecza Stu Zwierząt.
  - Topór Bizona (jap. バイソンアックス Baison Akkusu; Bison Axe) – osobista broń Gao Czarnego będąca małym toporem z ostrzami przypominającymi bycze rogi. Stanowi środkową część ostrza Miecza Stu Zwierząt.
  - Buława Tygrysa (jap. タイガーバトン Taigā Baton; Tiger Baton) – osobista broń Gao Białej będąca krótką buławą zakończoną od góry głową tygrysa. Stanowi rękojeść Miecza Stu Zwierząt.
- G-Fon Bransoletka (jap. Gブレスフォン Jī-Buresu Fon; G-Brace Phone) – moduł przemiany i komunikator Gao Srebrnego będący telefonem komórkowym w kształcie głowy wilka. Od zwykłych G-Fonów różni się kolorem oraz tym, że Shirogane nosi go na opasce na lewym nadgarstku. Zasadą działania nie różni się od normalnej wersji.
- Gao Hustler Rod (jap. ガオハスラーロッド Gao Hasurā Roddo) – osobista broń Gao Srebrnego posiadająca trzy tryby działania – szabli, karabinka i kija bilardowego. Z jej pomocą może wytworzyć laserowy stół bilardowy i przy pomocy ostatniego trybu i trzech Gao Kryształów pokonać przeciwnika. Broń służy też do wzywania Gao Wilka, Młota i Aligatora.
- Wolf Roader (jap. ウルフローダー Urufu Rōdā) – motocykl Gao Srebrnego, będący tak naprawdę przemienionym Gao Wilkiem.
- Falcon Summoner (jap. ファルコンサモナー Farukon Samonā) – specjalna kusza, którą Gao Czerwony otrzymał w 31 odcinku. Posiada trzy tryby – pistoletu, kuszy i wzywania. Jeśli Gao Czerwony umieści w broni Miecz Króla Zwierząt mający w sobie kryształ Gao Sokoła, to może go dzięki temu wezwać. Dzięki dodatkowym dziurom na kryształy można wezwać też inne Zwierzęta Mocy, a także uformować Gao Ikara.

## Zwierzęta Mocy
Zwierzęta Mocy (jap. パワーアニマル Pawā Animaru; Power Animals) to istoty powstałe z połączenia metali i mocy życiowej, które przekształciły się w zwierzęta. Jest ich 100, lecz tylko około 30 pojawia się w serialu. Każda bestia posiada klejnot dzięki któremu można ją wezwać. Główną formacją pierwszych pięciu Zwierząt Mocy jest Gao Król.
- Gao Lew (jap. ガオライオン Gao Raion; Gao Lion) – partner Gao Czerwonego. Przypomina czerwonego lwa ze złotą grzywą. Jest jakby przywódcą wszystkich Zwierząt Mocy. W kombinacjach zwykle formuje tors, jednak w przypadku Gao Centaura powiększa się i stanowi jego dolną część. Inny z wyglądu Gao Lew pojawia się w serii Gokaiger, gdzie stanowi Sekret Kluczy Gaorangersów.
- Gao Orzeł (jap. ガオイーグル Gao Īguru; Gao Eagle) – partner Gao Żółtego. Przypomina żółtego orła. Formuje głowę Gao Króla, jednak w przypadku Gao Siłacza stanowi jego pas.
- Gao Rekin (jap. ガオシャーク Gao Shāku; Gao Shark) – partner Gao Niebieskiego. Przypomina niebieskiego rekina. W kombinacjach zwykle formuje prawą rękę.
- Gao Bizon (jap. ガオバイソン Gao Baison; Gao Bison) – partner Gao Czarnego. Przypomina czarnego bizona. W kombinacjach zwykle formuje nogi.
- Gao Tygrys (jap. ガオタイガー Gao Taigā; Gao Tiger) – partner Gao Białej. Przypomina białego tygrysa. W kombinacjach zwykle formuje lewą rękę.
- Gao Słoń (jap. ガオエレファント Gao Erefanto; Gao Elephant) – dodatkowa bestia Gao Białej. Przypomina niebiesko-szarego słonia. W kombinacjach zwykle stanowi miecz i tarczę. Jego głównym połączeniem jest Gao Król z Mieczem i Tarczą, ale także Gao Rycerz.
- Gao Żyrafa (jap. ガオジュラフ Gao Jurafu; Gao Giraffe) – dodatkowa bestia Gao Niebieskiego. Przypomina pomarańczową żyrafę. Zwykle stanowi prawą rękę wszystkich kombinacji ze swoim udziałem. Jego głowa może stanowić dzidę. Jego głównym połączeniem jest Gao Ikar.
- Gao Niedźwiedź i Gao Polarny (jap. ガオベアー＆ガオポーラー Gao Beā to Gao Pōrā; Gao Bear & Gao Polar) – są to dodatkowe bestie Gao Żółtego. Na początku serii Żółty spotkał dwójkę chłopców, którzy dali mu nasiona, które przekształciły się w klejnoty. Żółty nosi ich kryształy, ale używają ich Niebieski i Biały. Gao Niedźwiedź jest czarny, używa mocy ognia i formuje lewą rękę formacji. Gao Polarny jest biały, używa mocy lodu i formuje prawą rękę formacji. Ich głównym połączeniem jest Gao Siłacz.
- Gao Goryl (jap. ガオゴリラ Gao Gorira; Gao Gorilla) – dodatkowa bestia Gao Czerwonego. Przypomina zielonego goryla. Zwykle formuje głowę i tors każdej formacji, w której się znajduje. Jego głównym połączeniem jest Gao Siłacz.
- Gao Nosorożec i Gao Pancernik (jap. ガオライノス&ガオマジロ Gao Rainosu to Gao Majiro; Gao Rhinos & Gao Madillo) – dodatkowe bestie Gao Czarnego. Gao Pancernik jest bardzo odporny i może być używany oddzielnie, wtedy jego panem jest Żółty. Przypomina szaro-fioletowego pancernika. Gao Nosorożec formuje nogi każdej formacji, w której się znajduje. Wygląda jak niebiesko-czarny nosorożec. Posiada "koszyk" dla Gao Pancernika, który jest używany zwykle jako piłka. Ich główną formacją jest Gao Ikar.
- Gao Wilk (jap. ガオウルフ Gao Urufu; Gao Wolf) – partner Gao Srebrnego. W kombinacjach formuje lewą rękę. Jego głównym połączeniem jest Gao Łowca.
- Gao Młot (jap. ガオハンマーヘッド Gao Hanmāheddo; Gao Hammerhead) – jedna z dwóch dodatkowych bestii Gao Srebrnego. W kombinacjach występuje jako prawa ręka. Jego głównym połączeniem jest Gao Łowca.
- Gao Aligator (jap. ガオリゲーター Gao Rigētā; Gao Ligator) – jedna z dwóch dodatkowych bestii Gao Srebrnego, jedno z największych Zwierząt Mocy. Formuje zwykle tors, nogi i głowę kombinacji. Jego głównym połączeniem jest Gao Łowca. W 40 odcinku przybrał niebieski kolor pod wpływem mocy głównych bestii pozostałych Gaorangersów.
- Gao Kong (jap. ガオコング Gao Kongu) – bestia ta pojawiła się tylko w filmie. Jest to czerwona wersja Gao Goryla. Był strażnikiem wyspy na której toczyła się akcja filmu. Jego kryształ był podzielony na dwie części i mógł się złączyć podczas zaćmienia słońca. Kryształ otrzymał Gao Czerwony. Jego główną i jedyną znaną formacją jest Gao Rycerz, w którym formuje tors i głowę.
- Gao Jeleń (jap. ガオディアス Gao Diasu; Gao Deers) – dodatkowa bestia Gao Białego. Przed 1000 laty Shirogane i babka Tetomu – Murasaki grali dla niego melodie na flet, jednak kiedy Murasaki została ranna w szyję, bestia rozwścieczyła się i omal co jej nie zabiła. Shirogane zagrał melodię by wybudzić bestię i ją okiełznać. Jego główną formacją jest Gao Ikar. W każdym połączeniu stanowi lewą rękę a jego rogi służą jako szczypce. Ponadto Gao Jeleń jest zdolny do leczenia pozostałych bestii.
- Gao Sokół (jap. ガオファルコン Gao Farukon; Gao Falcon) – dodatkowa bestia Gao Czerwonego, zwana "Ostatecznym Zwierzęciem Mocy". Jest wzywany za pomocą specjalnej broni zwanej Falcon Summoner. Jego głównym połączeniem jest Gao Ikar. W kombinacjach formuje zwykle głowę, tor i skrzydła.
- Gao Leon (jap. ガオレオン Gao Reon) – jeden z pięciu legendarnych Zwierząt Mocy. Wizualnie jest to czarno-złota wersja Gao Lwa. Formuje tors Gao Boga.
- Gao Kondor (jap. ガオコンドル Gao Kondoru; Gao Condor) – jeden z pięciu legendarnych Zwierząt Mocy. Jest bardzo podobny do Gao Orła, jednak różni się niebieskim kolorem oraz ogonem. Formuje głowę Gao Boga.
- Gao Piłonos (jap. ガオソーシャーク Gao Sōshāku; Gao Sawshark) – jeden z pięciu legendarnych Zwierząt Mocy. Jest bardzo podobny do Gao Rekina, jednak różni się czerwonym kolorem oraz nosem w kształcie piły. Formuje prawą rękę Gao Boga.
- Gao Bawół (jap. ガオバッファロー Gao Baffarō; Gao Buffalo) – jeden z pięciu legendarnych Zwierząt Mocy. Jest bardzo podobny do Gao Bizona, jednak różni się długością i kształtem rogów. Formuje nogi Gao Boga.
- Gao Jaguar (jap. ガオジャガー Gao Jagā) – jeden z pięciu legendarnych Zwierząt Mocy. Od Gao Tygrysa różni się tylko cętkowanym ciałem. Formuje lewą rękę Gao Boga.

### Połączenia Zwierząt Mocy
- Gao Król (jap. ガオキング Gao Kingu; Gao King) – pierwszy i główny robot Gaorangersów. Powstaje z połączenia ich pięciu bestii-partnerów (Gao Lwa, Orła, Rekina, Bizona i Tygrysa). Lew formuje tors, Orzeł głowę i szyję, Bizon nogi zaś Rekin i Tygrys odpowiednio prawą i lewą rękę. W swojej podstawowej postaci Gao Król jest uzbrojony w szablę zwaną Płetwoostrzem (broń pochodzi od Gao Rekina), którą może wykonać atak zwany Wściekłą Strzałą. Mimo to jego ostatecznym atakiem jest podmuch zwany Sercem Zwierząt a po ulepszeniu Super Serce Zwierząt. Formacja ta nosi przydomek Króla Dusz (jap. 精霊王 Seirei Ō).
  - Gao Król Miecz i Tarcza (jap. ガオキングソード＆シールド Gao Kingu Sōdo ando Shīrudo; Gao King Sword and Shield) – ulepszona postać Gao Króla powstała z połączenia jego oraz Gao Słonia. Jest to jedyna kombinacja Gao Króla, w której nie odchodzi żadna z jego podstawowych części. Głowa Gao Słonia staje się tarczą zaś jego pozostała część staje się mieczem.
  - Gao Król Włócznia (jap. ガオキングスピアー Gao Kingu Supiā; Gao King Spear) – forma Gao Króla w której Gao Rekin zostaje zastąpiony przez Gao Żyrafę, która staje się prawą ręką oraz wystrzeliwaną włócznią.
  - Gao Król Podwójna Pięść (jap. ガオキングダブルナックル Gao Kingu Daburu Nakkuru; Gao King Double Knuckle) – forma Gao Króla w której Gao Rekin oraz Gao Tygrys zostają zastąpieni na miejscu rąk odpowiednio przez Gao Polarnego i Gao Niedźwiedzia.
  - Gao Król Napastnik (jap. ガオキングストライカー Gao Kingu Sutoraikā; Gao King Striker) – forma Gao Króla w której Gao Bizon zostaje zastąpiony na miejscu nóg przez Gao Nosorożca. Lewa stopa to głowa Gao Nosorożca zaś w prawej znajduje się Gao Pancernik który służy jako piłka.
  - Gao Król Inne Ręce (jap. ガオキングアナザーアーム Gao Kingu Anazā Āmu; Gao King Another Arm) – forma Gao Króla w której Gao Wilk i Gao Młot wchodzą na miejsce odpowiednio Gao Tygrysa i Gao Rekina. Do formacji wchodzi też Gao Pancernik który tym razem może być użyty jako kula do kręgli.
  - Gao Król Inna Ręka i Włócznia (jap. ガオキングアナザーアームスピアー GaoKingu Anazā Āmu Supiā; Gao King Another Arm Spear) – alternatywna wersja formy Gao Król Włócznia, gdzie zamiast Gao Tygrysa jest Gao Wilk.
  - Gao Król Poroże (jap. ガオキングクロスホーン Gao Kingu Kurosuhōn; Gao King Crosshorn) – forma Gao Króla w której Gao Tygrys zostaje zastąpiony przez Gao Jelenia na miejscu prawej ręki.
  - Gao Król Włócznia i Tarcza (jap. ガオキングガオキング＆シールド GaoKingu Supiā ando Shīrudo; Gao King Spear & Shield) – alternatywna wersja formy Gao Król Włócznia, gdzie dodatkowo na lewej ręce znajduje się tarcza powstała z głowy Gao Słonia.
  - Gao Król Włócznia i Pięść (jap. ガオキングスピアー＆ナックル Gao Kingu Supiā ando Nakkuru; Gao King Spear & Knuckle) – alternatywna wersja formy Gao Król Włócznia, gdzie zamiast Gao Tygrysa jest Gao Niedźwiedź.
- Gao Siłacz (jap. ガオマッスル Gao Massuru; Gao Muscle) – drugi robot Gaorangersów, chociaż jest on właściwie zastępczą wersją Gao Króla. Powstaje z połączenia Gao Goryla (tors, głowa), Gao Orła (pas), Gao Bizona (nogi) oraz Gao Niedźwiedzia i Gao Polarnego (odpowiednio lewa i prawa ręka). Uzbrojony jest w kotwicę na łańcuchu, pięści oraz działka. Formacja ta nosi miano Muskularnego Wojownika (jap. 筋肉の戦士 Kinniku no Senshi).
  - Gao Siłacz Napastnik (jap. ガオマッスルストライカー Gao Massuru Sutoraikā; Gao Muscle Striker) – forma Gao Siłacza, w której Gao Bizon i Gao Orzeł zostają zastąpieni na miejsce nóg przez Gao Nosorożca i Gao Pancernika.
  - Gao Siłacz Napastnik z Porożem (jap. ガオマッスルストライカークロスホーン Gao Massuru Sutoraikā Kurosuhōn; Gao Muscle Striker Crosshorn) – forma Gao Siłacza, w której Gao Bizon i Gao Orzeł zostają zastąpieni na miejsce nóg przez Gao Nosorożca i Gao Pancernika, zaś Gao Jeleń wchodzi na miejsce Gao Niedźwiedzia jako lewa ręka.
  - Gao Siłacz Napastnik z Włócznią (jap. ガオマッスルストライカースピアー Gao Massuru Sutoraikā Supiā; Gao Muscle Striker Spear) – forma Gao Siłacza, w której Gao Bizon i Gao Orzeł zostają zastąpieni przez Gao Nosorożca i Gao Pancernika, zaś Gao Żyrafa wchodzi na miejsce Gao Polarnego jako prawa ręka.
- Gao Łowca (jap. ガオハンター Gao Hantā; Gao Hunter) – robot Gao Srebrnego, połączenie Gao Wilka (lewa ręka), Gao Młota (prawa ręka) i Gao Aligatora (głowa, tors i nogi). Początkowo pod kontrolą Rōkiego miał róg na głowie, następnie po przemianie Rōkiego w Shiroganego Gao Łowca powrócił do swej prawdziwej postaci bez rogu i z ujawnioną twarzą. Ostateczne ataki tej formacji to Huragan Bestii i Obrotowe Widmo. Gao Łowca 1000 lat temu zniszczył przywódcę Orgów – Hyakkimaru. W 40 odcinku Gao Łowca otrzymał jednorazowo dodatkową moc od Zwierząt Mocy piątki Gaorangersów i przybrał niebieski kolor stając się Gao Łowcą Błękitnym Księżycem. Formacja ta nosi miano Myśliwego Sprawiedliwości (jap. 正義の狩人 Seigi no Kariudo).
  - Gao Łowca Włócznia (jap. ガオハンタースピアー Gao Hantā Supia; Gao Hunter Spear) – forma Gao Łowcy w której Gao Młot zostaje zastąpiony przez Gao Żyrafę jako prawa ręka.
  - Gao Łowca Podwójna Pięść (jap. ガオハンターダブルナックル Gao Hantā Daburu Nakkuru; Gao Hunter Double Knuckle) – forma Gao Łowcy w której Gao Wilk i Gao Młot zostają zastąpieni przez Gao Niedźwiedzia i Gao Polarnego jako lewa i prawa ręka.
- Gao Rycerz (jap. ガオナイト Gao Naito; Gao Knight) – formacja występująca jedynie w filmie, alternatywna wersja Gao Króla Miecza i Tarczy z Gao Kongiem w miejsce Gao Króla. Ostatecznym atakiem Gao Rycerza jest Finał Wielkiego Płomienia. Formacja ta nosi miano Ognistego Rycerza-Widmo (jap. 炎の精霊騎士 Honō no Seirei Kishi).
- Gao Bóg (jap. ガオゴッド Gao Goddo; Gao God) – bóg Zwierząt Mocy, połączenie Gao Leona, Kondora, Piłonosa, Bawoła i Jaguara. Z wyglądu przypomina ciemniejszą wersję Gao Króla. 1000 lat wcześniej został zniszczony przez Hyakkimaru, co spowodowało, że Shirogane ubrał Przeklętą Maskę i stał się Rōkim. W dzisiejszych czasach wskrzesił się i pomógł Shirogane wrócić do ludzkiej postaci. Gdy Gao Czerwony i Gao Srebrny walczyli z Urą, Gao Bóg wskrzesił się jako chłopiec o imieniu Fūtarō (jap. 風太郎) i pomógł czwórce zabitych Gaorangersów powrócić na ten świat. Z początku chłopiec nie wiedział kim naprawdę jest, ale z czasem zaczął sobie przypominać swą przeszłość. Widząc, jak mocno ludzkość zanieczyściła Ziemię, zaatakował Gaorangersów i odebrał im kryształy Zwierząt Mocy, jednak gdy wojownicy potwierdzili swe chęci ochrony istnień, okazało się, że Gao Bóg zrobił im sprawdzian, co doprowadziło do wzmocnienia Gao Łowcy i oddania mocy piątce. Gao Bóg ginie zabity przez Senkiego wraz z pozostałymi Zwierzętami Mocy, ale zostaje wskrzeszony i pomaga Gaorangersom raz na zawsze zniszczyć Orgi. Fūtarō pojawia się w ostatnim odcinku serialu na pikniku.
- Gao Ikar (jap. ガオイカロス Gao Ikarosu; Gao Icarus) – połączenie Gao Sokoła (głowa, tors i skrzydła), Żyrafy (prawa ręka), Jelenia (lewa ręka), Nosorożca (nogi) i Pancernika (piłka), pierwszy raz uformowany w 31 odcinku, kiedy Czerwony zdobył Wywoływacza Sokoła. Gao Ikar jest zdolny do lotu za pomocą swych skrzydeł, które w razie potrzeby funkcjonują też jako tarcza. Uzbrojony jest też we włócznię, szczypce oraz piłkę, za pomocą której wykonuje swój atak ostateczny Icarus Dynamite. Nosi przydomek "Niebiańskiego Króla Dusz" (jap. 天空の精霊王 Tenkū no Seirei Ō).
  - Gao Ikar Inne Kończyny (jap. ガオイカロスアナザーフット＆アーム Gao Ikarosu Anazā Futto ando Āmu; Gao Icarus Another Foot & Arm) – alternatywna kombinacja, w miejsce Gao Nosorożca i Pancernika wchodzi Gao Bizon, zaś w miejsce Gao Żyrafy i Jelenia odpowiednio Gao Młot i Wilk.
- Gao Centaur (jap. ガオケンタウロス Gao Kentaurosu; Gao Centaurus) – połączenie Gao Sokoła (tors, skrzydła i głowa), Rekina (prawa ręka), Tygrysa (lewa ręka), Słonia (miecz i tarcza) oraz powiększonego Gao Lwa (dolna część formacji). Formacja ta pojawiła się w 43 odcinku, gdy Gaorangersi i Tetomu zostali porwani i niezdolni do wezwania Zwierząt Mocy. Tetomu wysłała specjalne jedzenie dla Gao Lwa, który następnie powiększył się i połączył z czwórką innych Zwierząt Mocy. Jego atakiem ostatecznym jest kilkukrotne cięcie mieczem zwane Tańcem Króla Zwierząt. Nosi przydomek "Wielkiego Mędrca" (偉大なる賢者 Idainaru Kenja).

## Orgi
Demoniczne Plemię Orgów (jap. 鬼族オルグ Onizoku Orugu) to wrogowie Gaorangersów. Są demonami powstałymi z ludzkich przykrości i łez. Ich cel to całkowite zanieczyszczenie Ziemi. Każdy z Orgów posiada róg, w którym tkwi cała jego zła moc.
- Przywódca Orgów Yabaiba (jap. デュークオルグ ヤバイバ Dyūku Orugu Yabaiba) – pajacowaty wspólnik Tsetse, nożownik uważający się za nemezis Gao Żółtego, jednak ten ignoruje to. Kiedy wspólnie z Tsetse otrzymał moc Tysiącletniego Zła stał się Uzbrojonym Yabaibą, jednak moce te zniknęły, kiedy Ura został zabity przez Gao Srebrnego. Żeby podlizać się nowemu Królowi Orgów – Rasetsu, postanowił wraz ze swym bratem Żonglującym Orgiem stworzyć specjalną grupę, która pokonałaby Gaorangersów, jednak kiedy jego brat zostaje zabity, Yabaiba zjada nasiona powiększające i staje się gigantem. Mimo to skutki uboczne tych nasion spowodowały powrót Yabaiby do normalnego rozmiaru. Mimo że nie udało mu się zaimponować Rasetsu to zakochała się w nim Tsetse. Ich związek kończy jej śmierć, wtedy też Yabaiba otrzymuje z podziemia wiadomość, że można przywrócić Tsetse do życia i udaje mu się to. Jednak wraz z Tsetse do życia wracają Shuten, Ura i Rasetsu. Wtedy Yabaiba i Tsetse nie wiedzą, któremu mają się podporządkować, postanawiają zerwać więzi z ich panami, uciekają i stają się wkrótce jedynymi Orgami, którzy przeżyli wojnę z Gaorangersami. Yabaiba i Tsetse pojawiają się także w filmie Hurricanger vs. Gaoranger, gdzie zostają zabici przez Gaorangersów i Hurricangersów. Yabaiba prawdopodobnie przebywa w zaświatach wraz z Tsetse, która kilka razy z nich wychodziła. Powoduje to prawdopodobieństwo, że i Yabaiba może z nich wyjść.
- Przywódczyni Orgów Tsetse (jap. デュークオルグ ツエツエ Dyūku Orugu Tsuetsue) – wspólniczka Yabaiby, wiedźma, która pała nienawiścią do Gao Białej za nazywanie jej "babcią". Jest odpowiedzialna za powiększanie pokonanych Orgów za pomocą czarów i specjalnych nasion.
- Orgety (jap. オルゲット Orugetto) – piechota Orgów, są łatwymi przeciwnikami dla Gaorangersów.
- Król Orgów Shuten (jap. ハイネスデュークオルグ シュテン Hainesu Dūku Orugu Shuten) –
- Król Orgów Ura (jap. ハイネスデュークオルグ ウラ Hainesu Dūku Orugu Ura) –
- Król Orgów Rasetsu (jap. ハイネスデュークオルグ ラセツ Hainesu Dūku Orugu Rasetsu) –
- Przywódca Orgów Rōki (jap. デュークオルグ 狼鬼 Dyūku Orugu Rōki) –
- Zaginiony Król Orgów Rakushaasa (jap. はぐれハイネスラクシャーサ Hagure Hainesu Rakushāsa) –
- Hyakkimaru (jap. 百鬼丸) – król Orgów sprzed 1000 lat. Pojawia się tylko we wspomnieniach. 10 wieków temu został stworzony przez połączenie sił 3 Królów Orgów. Zniszczył Gao Boga, ale został pokonany przez złego Gao Łowcę. Z wygladu przypominał Rakushaasę.
- Ostateczny Org Senki (jap. 究極オルグセンキ Kyūkyoku Orugu Senki) – król wszystkich Orgów. Powstał z połączenia Serca Orgów i poległych 3 arcyksięży tworząc ostatecznego Orga. Senki niszczy moce Gaorangersów, Animalię i Zwierzęta Mocy. Podczas niszczenia miasta, dusze Zwierząt Mocy ujawniają się i niszczą ciało Senkiego. Oddają moce Gaorangersom, oni zaś za pomocą Miecza 100 Zwierząt ostatecznie niszczą Senkiego i wygrywają wojnę z Orgami.

## Obsada
- Noboru Kaneko – Kakeru Shishi / Gao Czerwony
- Kei Horie – Gaku Washio / Gao Żółty
- Takeru Shibaki – Kai Samezu / Gao Niebieski
- Kazuyoshi Sakai – Sōtarō Ushigome / Gao Czarny
- Mio Takeuchi – Sae Taiga / Gao Biały
- Tetsuji Tamayama – Shirogane / Gao Srebrny
- Takemi –
  - Tetomu
  - młoda Murasaki
- Akiko Taumi – Murasaki
- Kōichi Sakaguchi – Yabaiba (głos)
- Rei Saito – Tsetse
- Tetsu Inada – Shuten (głos)
- Tamotsu Nishiwaki – Ura (głos)
- Eiji Takemoto – Rōki (głos)
- Hiromi Nishikawa i Hidekatsu Shibata – Rasetsu (głos)

### Aktorzy kostiumowi
- Hirofumi Fukuzawa –
  - Gao Czerwony,
  - Gao Siłacz,
  - Gao Łowca
- Yasuhiro Takeuchi – Gao Żółty
- Yasuhiko Imai – Gao Niebieski
- Hideaki Kusaka –
  - Gao Czarny,
  - Gao Król
- Motokuni Nakagawa –
  - Gao Biała,
  - Yabaiba
- Naoko Kamio – Gao Biała
- Yuichi Hachisuka – Gao Biała
- Naoki Ōfuji – Shirogane / Gao Srebrny
- Shōma Kai – Rōki

Źródło:

## Muzyka
Opening
- "Gaoranger Hoero!!" (jap. ガオレンジャー吼えろ!! Gaorenjā Hoero!!)

Słowa: Nagae Kuwabara
Kompozycja i aranżacja: Kōtarō Nakagawa
Wykonanie: Yukio Yamagata
Ending
- "Healin' You" (jap. ヒーリン’ユー Hīrin' Yū)

Słowa: Nagae Kuwabara
Kompozycja i aranżacja: Keiichi Oku
Wykonanie: Salia
- "Ōzora e no Kaidan" (jap. 大空への階段) (51)

Słowa: Chieko Suzaki
Kompozycja i aranżacja: Kōichirō Kameyama
Wykonanie: Gaorangersi